# Sabtang (Batanes)
Sabtang ist eine Stadtgemeinde in der philippinischen Provinz Batanes. Sie liegt im Südwesten der Provinz. Zur Gemeinde gehören die gleichnamige Insel sowie die kleineren Inseln Ibuhos (Ivuhos, Ibahos) und Dequey westlich davon. Am 1. August 2015 hatte sie 1621 Einwohner.
Sabtang ist in die folgenden sechs Baranggays aufgeteilt (Bevölkerung zur Volkszählung 2000 in Klammern)
- Chavayan (180) (Süden)
- Malakdang (285) (NNO)
- Nakanmuan (126) (Nordwesten)
- Savidug (210) (Osten)
- Sinakan (526) (Nordosten)
- Sumnanga (351) (Westen)